# Chris Coffey
Chris Coffey (Louisville, Kentucky, 7 de agosto de 1997) es un baloncestista estadounidense, que pertenece a la plantilla del Kolossos Rodou BC de la A1 Ethniki.  Con 2,06 metros de estatura, juega en la posición de ala-pívot.

## Trayectoria deportiva
Es un alero formado en la Seneca High School y en 2018 ingresó en el Georgetown College de Kentucky para jugar con los Georgetown Tigers durante dos temporadas. Tras no ser elegido en el Draft de la NBA de 2020, el 21 de agosto de 2020, firma por el VEF Riga de la Latvijas Basketbola līga, en el que promedia 12,27 puntos en 26 partidos disputados durante la temporada 2020-21.
El 7 de julio de 2021, Carter fichó por Mitteldeutscher BC Weißenfels de la Basketball Bundesliga.
El 13 de noviembre de 2022, firma con Kolossos Rodou BC de la A1 Ethniki.